# Patriarcat œcuménique de Constantinople

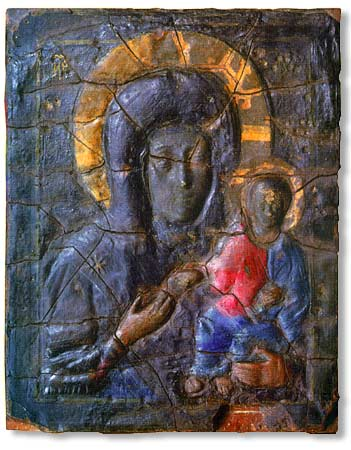
La Blachernitissa, protectrice de Constantinople, icône réalisée entre le.

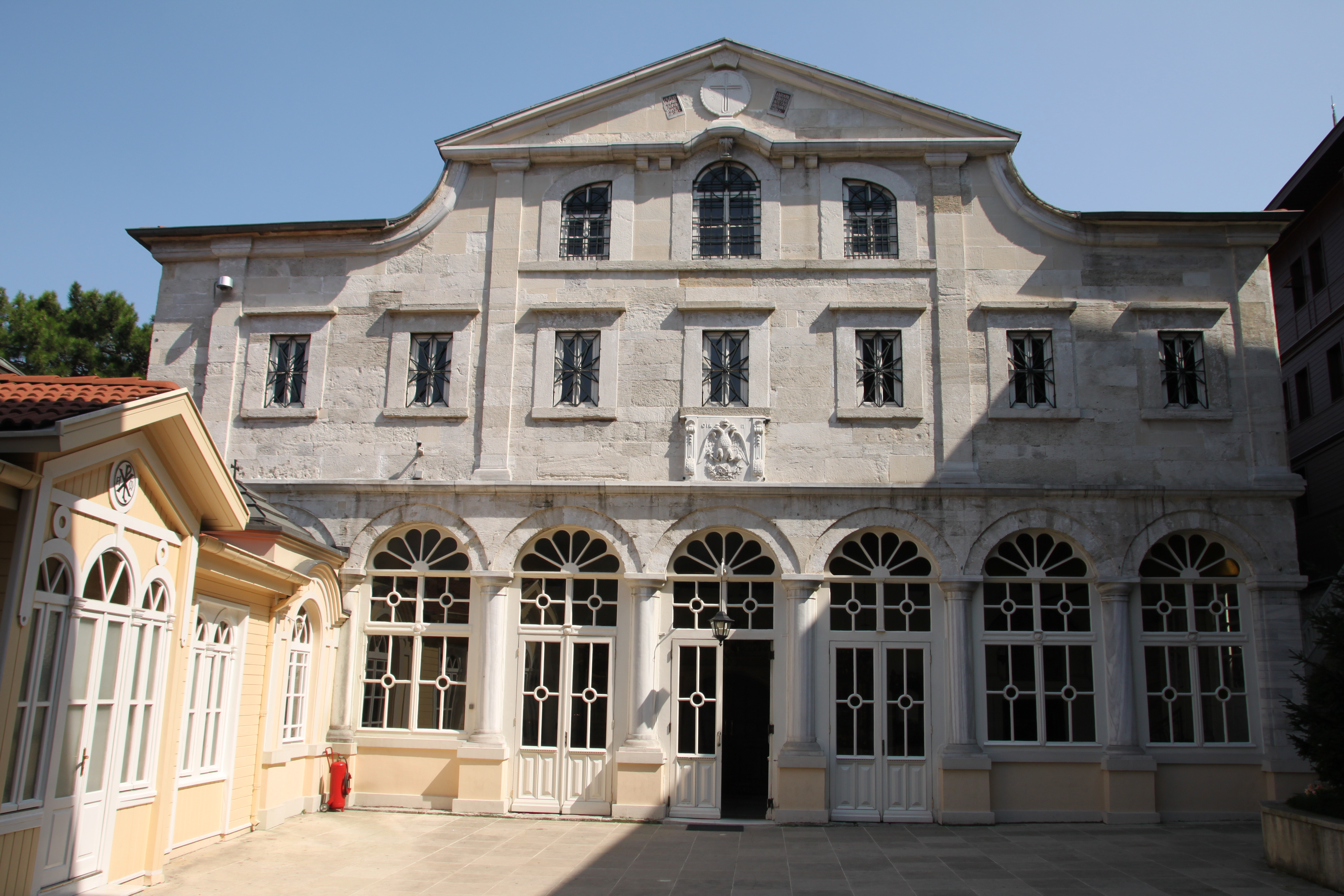
La cathédrale Saint-Georges.

Le patriarcat œcuménique de Constantinople (en grec moderne : Oικουμενικό Πατριαρχείο Kωνσταντινουπόλεως / Oikoumenikó Patriarkheío Kōnstantinoupóleōs ; en turc : Fener Rum Ortodoks Patrikhanesi, « patriarcat des Romains orthodoxes du Phanar ») est, par le rang sinon par l'ancienneté, la première juridiction autocéphale de l'Église orthodoxe.
Cette situation est liée au statut de capitale de l'Empire romain d'Orient dont jouissait autrefois Constantinople, l'actuelle Istanbul. Le patriarcat est un titre et une fonction de présidence attachée à un siège épiscopal, l'archevêché orthodoxe de Constantinople.
Les orthodoxes considèrent que le patriarche de Constantinople n'a qu'une prééminence honorifique sur les autres Églises autocéphales orthodoxes, comme les papes d'avant le schisme de 1054. Sa titulature complète est « archevêque de Constantinople, nouvelle Rome et patriarche œcuménique », avec résidence au Phanar (en grec moderne : Φανάρι), ancien quartier grec d'Istanbul. Le titulaire actuel est Bartholomée Ier (depuis le 2 novembre 1991).

## Nom
Le patriarcat œcuménique de Constantinople est également connu sous d'autres noms :
- Église orthodoxe grecque de Constantinople (dénomination surtout usitée par les catholiques) ;
- Église romaine de Constantinople (dénomination surtout usitée par les autres orthodoxes, en référence à l'Empire romain d'orient dont le nom officiel était en grec Ρωμανία (« Romania »).

## Organisation
Le Patriarcat œcuménique de Constantinople étend sa juridiction sur des églises orthodoxes en Turquie du Nord-Ouest et en Grèce du Nord, de l'Est et du Sud, mais son statut est très différent dans chacun de ces deux pays.

Métropoles du Patriarcat œcuménique de Constantinople et de celui d'Antioche en Anatolie vers 1880. Elles sont aujourd'hui vacantes, à l'exception de celles d'Istanbul, de Chalcédoine, des Îles des Princes, de Derkos, d'Imbros et de Ténédos ; quant au patriarche d'Antioche, il siège de nos jours à Damas en Syrie.

### En Turquie
En Turquie, seule l'Église orthodoxe turque, non canonique (70 fidèles), est reconnue par les autorités ; quant au Patriarcat, il n'est pas reconnu comme tel, ni comme œcuménique, mais seulement comme « archevêché grec » d'Istanbul (vieille ville de Constantinople et Galata-Péra, dans la partie européenne d'Istanbul : 5 000 fidèles), reconnaissance qu'il partage avec les quatre métropoles :
- de Chalcédoine (à Kadıköy : 2 000 fidèles),
- de Dercon (à Büyükdere : 1 000 fidèles),
- des îles des Princes (îles Kızıl en mer de Marmara : 800 fidèles),
- et des îles d'Imbros et Ténédos (Gökceada et Bozcaada en mer Égée : 200 fidèles).

Les 18 autres métropoles de Turquie (non-reconnues par les autorités) sont vacantes et ne sont plus que des sièges titulaires attribués honorairement à titre de locum tenens à divers hiérarques des églises orthodoxes que le Patriarcat souhaite gratifier : Ancyre (Ankara), Amasie (Amasya, siège à Amasée/Samsoun), Brousse (Bursa), Césarée de Cappadoce (Kayseri), Chaldée (Gümüşhane), Cyzique (Kızılköz), Éphèse (siège à Magnésie/Manisa), Héliopolis-et-Thyatire (Akhisar), Icônion (Konya), Néocésarée-et-Sébastée (Niksar-et-Sivas, siège à Cotyore/Ordu), Nicée (Iznik), Nicomédie (Izmit), Nicopolis-et-Colonée (Koyulhisar), Philadelphie (Alaşehir), Pisidie (Sagalassos/Ağlasun), Proconnèse (Artacée/Erdek), Smyrne (Izmir) et Trébizonde (Trabzon). L'ensemble de ces juridictions de Turquie compte en 2013 au maximum 9 000 fidèles, contre près de 1,8 million en 1914.

### En Grèce
En Grèce en revanche, le patriarcat œcuménique de Constantinople est bien reconnu comme tel et conserve son autorité ecclésiale sur l'ensemble des territoires grecs qui ont été ottomans jusqu'en 1913 (nord du pays, îles de l'Égée et Crète) ou italiens jusqu'en 1946 (Dodécanèse) : cette juridiction représente 50 métropoles, des milliers de paroisses et 3,2 millions de fidèles : c'est, avec les loyers de son patrimoine foncier d'Istanbul, sa principale source de revenus.

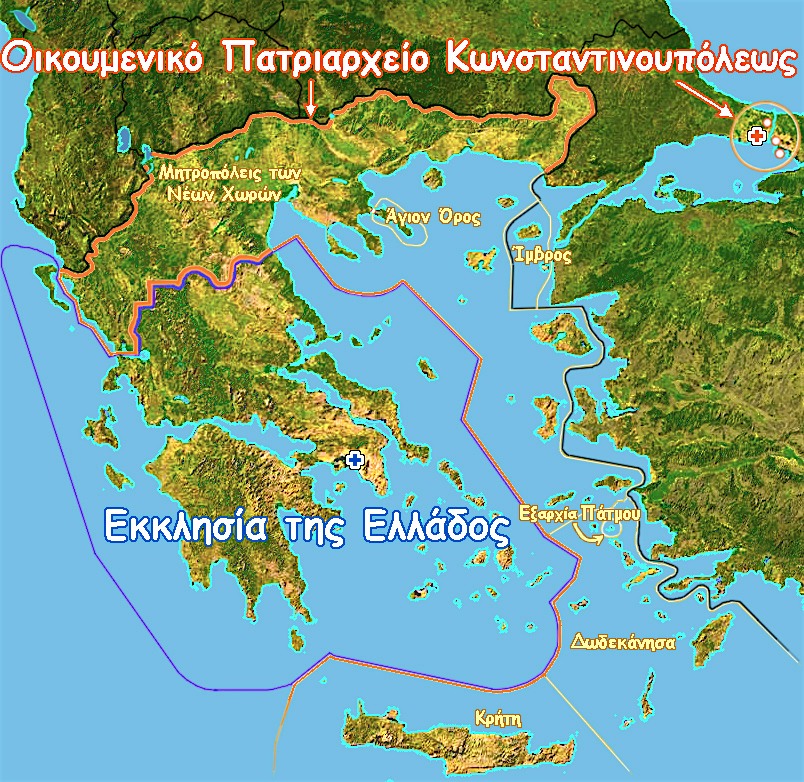
Juridiction des différentes Églises orthodoxes en Grèce : Εκκλησία της Ελλάδος = Église autocéphale de Grèce (Athènes)
Oικουμενικό Πατριαρχείο Kωνσταντινουπόλεως = Patriarcat œcuménique de Constantinople dont (du nord-ouest au sud-est) « Nouveaux Territoires », « Mont Athos », « Imbros », « Constantinople, Derkos, Chalcédoine et Îles des Princes », « Exarchat patriarcal de Patmos », « Dodécanèse » et « Crète ».

- Église de Crète, semi-autonome, neuf métropoles (siège à Héraklion) :
  - Archevêché de Crète (siège à Héraklion)
  - Métropole de Gortyna et Arkadia (siège à Moirai)
  - Métropole de Réthymnon et Avlopotamos
  - Métropole de Kydonia et Apokoronos (siège à La Canée)
  - Métropole de Lambi, Syvritos et Sfakia
  - Métropole de Ierapytna et Siteia (siège à Ierapetra)
  - Métropole de Pétra et Cherronissos (siège à Neapoli)
  - Métropole de Kisamos et Selinos
  - Métropole d'Arkalochorion, Kastéllion et Viànnos

- État monastique autonome de la Sainte-Montagne (vingt monastères du Mont Athos, capitale à Karyès)

- Dodécanèse
  - Exarchat patriarcal de Patmos (Patmos, Lipsos, Aghathonisi, Arki)
  - Métropole de Rhodes
  - Métropole de Kos et Nisiros
  - Métropole de Léros, Kalymnos et Astypaléa
  - Métropole de Karpathos et Kassos
  - Métropole de Simi

- « Terres Neuves » (ces territoires, ottomans jusqu'en 1913, grecs depuis, relèvent nominalement toujours du patriarcat de Constantinople, mais leurs évêques, à la suite d'un accord entre les deux Églises, participent pour l'instant aux synodes de l'Église de Grèce) :
  - Métropole de Langada
  - Métropole de Polyani et Kilkis
  - Métropole de Philippes, Néapolis et Thasos
  - Métropole de Néa Krini et Kalamaria
  - Métropole de Maronia et Komotini
  - Métropole de Thessalonique
  - Métropole de Paramythia, Filiatès, Géromère et Parga
  - Métropole d'Ioannina
  - Métropole de Grevena
  - Métropole de Chio, Psara et Inoussès
  - Métropole de Nikopolis et Preveza
  - Métropole d'Iérissos, de la Sainte-Montagne et d'Ardaméri
  - Métropole de Méthymne (siège à Kaloni, Lesbos)
  - Métropole de Kitros, Katérini et Platamon
  - Métropole de Didymotique, Orestias et Soufli
  - Métropole de Mytilène, Éressos et Plomarion
  - Métropole de Lemnos et Saint-Eustrate
  - Métropole de Goumenissa, Axiopolis et Polykastron
  - Métropole de Veria et Naoussa
  - Métropole de Dryïnoupolis, Pogoniani et Konitsa
  - Métropole de Xanthi
  - Métropole d'Élasson
  - Métropole de Samos et Icarie
  - Métropole de Kastoria
  - Métropole de Florina, des lacs Prespa et d'Éordaia
  - Métropole de Cassandrie
  - Métropole de Serrès et Nigriti
  - Métropole de Sidérocastro
  - Métropole d'Edessa et Pella
  - Métropole de Zichna et Nevrokopi
  - Métropole d'Élefthéroupolis
  - Métropole de Servia et Kozani
  - Métropole d'Alexandroupolis, Trajanoupolis et Samothrace
  - Métropole de Néapolis et Stavroupolis
  - Métropole de Drama
  - Métropole de Sisanion et Siatista

### Dans la diaspora
Hors de Grèce et de Turquie, de nombreuses églises orthodoxes sont rattachées au patriarcat œcuménique de Constantinople :

#### En Amérique
L'ensemble des juridictions d'outre-Atlantique groupe environ 350 000 fidèles.
- Archevêché orthodoxe grec d'Amérique (siège à New York)
  - Métropole de Chicago
  - Métropole du New-Jersey
  - Métropole d'Atlanta
  - Métropole de Denver
  - Métropole de Pittsburgh
  - Métropole de Boston
  - Métropole de Détroit
  - Métropole de San Francisco
- Métropole du Canada (siège à Toronto)
- Archevêché de Buenos Aires et d'Amérique du Sud (siège à Buenos Aires)
- Métropole de Panamá, d'Amérique centrale et des Caraïbes (siège à Mexico)
- Église orthodoxe carpato-ruthène américaine
- Église orthodoxe ukrainienne des États-Unis
- Église orthodoxe ukrainienne du Canada
- Évêché orthodoxe albanais d'Amérique

#### En Europe occidentale
L'ensemble des juridictions d'Europe hors Grèce groupe environ 120 000 fidèles.
- Archevêché orthodoxe grec de Thyatire et de Grande-Bretagne (siège à Londres)
- Archevêché orthodoxe grec d'Italie (siège à Venise)
- Métropole de France (siège à Paris)
- Métropole d'Allemagne et exarchat d'Europe centrale (siège à Bonn)
- Métropole d'Autriche et de Hongrie (siège à Vienne)
- Métropole de Belgique et exarchat des Pays-Bas et du Luxembourg (siège à Bruxelles)
- Métropole de Suède et de toute la Scandinavie (siège à Stockholm)
- Métropole de Suisse (siège à Pregny-Chambésy)
- Métropole d'Espagne et du Portugal (siège à Madrid)

#### En Asie et Océanie
L'ensemble de ces juridictions d'Asie et d'Océanie groupe environ 50 000 fidèles.
- Métropole de Corée (siège à Séoul)
- Métropole de Hong Kong
- Métropole de Singapour
- Archevêché orthodoxe grec d'Australie (siège à Sydney)
- Métropole de Nouvelle-Zélande (siège à Wellington)

## Relations avec les autres Églises

### Relations avec les autres Églises orthodoxes
Avant le schisme, la tradition préconisait la communion au sein de la pentarchie des cinq patriarcats de Rome, Constantinople, Antioche, Alexandrie et Jérusalem. Rome a joué pendant mille ans le rôle de primus inter pares ; après son détachement de la communion orthodoxe, c'est Constantinople qui a hérité cet honneur. Cette communion traditionnelle se poursuit de nos jours entre les quatre patriarcats restants. Cette communion, conforme à la trente-quatrième règle apostolique, signifie que les Patriarches des Églises orthodoxes reconnaissent une simple primauté d'honneur (« premier parmi ses égaux ») à celui de Constantinople qui, sur le plan religieux et théologique, est en quelque sorte le garant des valeurs de l'orthodoxie ; mais cela ne les empêche pas, sur le plan canonique et politique, de s'opposer à lui ou de refuser ses arbitrages.

#### Conflit avec le patriarcat de Moscou
Le 15 octobre 2018, l'Église orthodoxe russe a rompu officiellement la pleine communion avec le patriarcat de Constantinople, notamment car ce dernier a déclaré qu'il accorderait l'indépendance (autocéphalie) de l'Église orthodoxe ukrainienne,.

### Relations avec l'Église catholique romaine
Le contentieux millénaire datant du schisme de 1054, principale source du mishellénisme occidental, a fait l'objet, au XVe siècle et dans les années 1960 et 1970, de plusieurs tentatives d'apaisement dont les étapes essentielles sont :
- 1437-1442 : concile de Florence et projet d'Union des Églises ;
- 1964 : rencontre entre le patriarche œcuménique Athénagoras Ier et le pape Paul VI ;
- 1965 : le patriarche œcuménique et le pape lèvent les excommunications mutuelles de 1054.

### Relations avec d'autres Églises
- Dialogue entre l'Église orthodoxe et les Églises orthodoxes orientales
- Dialogue entre l'Église orthodoxe et la Communion anglicane
- Dialogue entre l'Église orthodoxe et les Églises luthériennes
- Dialogue entre l'Église orthodoxe et les Églises réformées
- Dialogue entre l'Église orthodoxe et l'Église vieille-catholique

## Relations avec l'État turc
La Turquie en tant qu'État ne reconnaît ni l'institution patriarcale (Patrikhanesi), ni l'adjectif « œcuménique » ni la dénomination « de Constantinople », mais seulement l’İstanbul Rum Patriği (« patriarche grec d'Istanbul »), en tant que simple évêché des orthodoxes grecs d'Istanbul, Büyükdere, Kadıköy, Kızıladalar, Gökceada et Bozcaada. En revanche, le gouvernement turc reconnaît le Bağımsız Türk Ortodoks Patrikhanesi (« patriarcat turc orthodoxe ») créé en 1922 comme moyen de pression pour obtenir la démission d'un patriarche œcuménique jugé trop pro-hellénique, même si cette institution n'a pas séduit les fidèles et ne compte aujourd'hui que la famille élargie de son fondateur, soit une quarantaine de personnes, et une trentaine d'autres fidèles. Les autorités turques limitent strictement la capacité d'initiative ou d'actions de l’İstanbul Rum Patriği et empêchent le renouvellement de ses cadres, leur recrutement étant ouvert uniquement aux citoyens turcs nés en Turquie, alors que le séminaire de Halki (Heybeli) dans les Îles des Princes a été fermé sine die sans explication. Rendre à l'Église orthodoxe de Constantinople sa liberté d'action et sa capacité de formation sont deux des conditions de l'adhésion éventuelle de la Turquie à l'Union européenne.